# Bactrocera fallacis
Bactrocera fallacis är en tvåvingeart som först beskrevs av Drew 1972.  Bactrocera fallacis ingår i släktet Bactrocera och familjen borrflugor. Inga underarter finns listade.